# 부루마불씨앗사
부루마불씨앗사는 서울특별시 강동구에 있는 완구회사이다. 보드 게임을 생산, 판매하고 있다.

## 연혁
- 1982년: 주식회사 씨앗사 설립
- 1982년: 부루마불 세계여행 출시
- 1983년: 부루마불 트레이드 출시
- 1984년: 회사 자산을 개인에게 양도하여 개인사업자로 전환
- 1990년: 부루마불 우주여행 출시
- 1991년: 부루마불 우주여행 디럭스 출시
- 2015년: 부루마불 세계여행 골드 리뉴얼
- 2017년: 부루마불 트레이드 개정
- 2019년: 부루마불 세계여행 버전 개정
- 2020년: 부루마불 탐험대, 부루마불 카드 출시